# Де Бройль, Морис
Луи Сезар Виктор Морис, 6-й герцог Брольи, более известный как Морис де Бройль (фр. Louis-César-Victor-Maurice, 6ème duc de Broglie, Maurice de Broglie; 27 апреля 1875, Париж — 14 июля 1960, Нёйи-сюр-Сен) — французский физик-экспериментатор, старший брат знаменитого теоретика Луи де Бройля. Член Парижской академии наук (1924) и Французской академии (1934). Научные работы посвящены физике рентгеновского излучения, атомной и ядерной физике, физике космических лучей.

## Биография
Морис де Бройль принадлежал к известной аристократической семье Брольи, представители которой на протяжении нескольких веков занимали во Франции важные военные и политические посты. Морис был вторым из пяти детей Луи-Альфонса-Виктора (1846—1906), 5-го герцога де Брольи, и Полины д’Армай (фр. Pauline d’Armaille), внучки наполеоновского маршала Филиппа Поля де Сегюра. После блестящего окончания парижского коллежа Станислава в 1893 году Морис поступил в Морскую школу, где учился до 1895 года. На протяжении нескольких следующих лет он служил морским офицером на одном из кораблей Средиземноморской эскадры. Одновременно он изучал физику в Тулонском и Марсельском университетах, последний из которых окончил в 1900 году со степенью лиценциата наук. Морис де Бройль установил первый беспроводной радиопередатчик на корабле французского флота и хотел посвятить всё своё время науке, однако под давлением членов семьи был вынужден остаться на службе. Только в 1904 году, уже после смерти деда, он взял бессрочную увольнительную, а спустя четыре года окончательно вышел в отставку.
После ухода со службы Морис де Бройль изучал спектроскопию под руководством Анри Деландра в Мёдонской обсерватории. Кроме того, он организовал небольшую частную лабораторию в своём доме на улице Шатобриана в Париже. Здесь, а также в Коллеж де Франс, он изучал ионизацию газов, движение заряженных атомов, молекул и более крупных частиц дыма и пыли, измерил заряд электрона. Эта проблематика составила предмет его докторской диссертации, защищённой в 1908 году под руководством Поля Ланжевена. После расширения своей лаборатории Морис де Бройль получил возможность пригласить ряд учеников и сотрудников для более интенсивной работы над интересовавшими его вопросами.

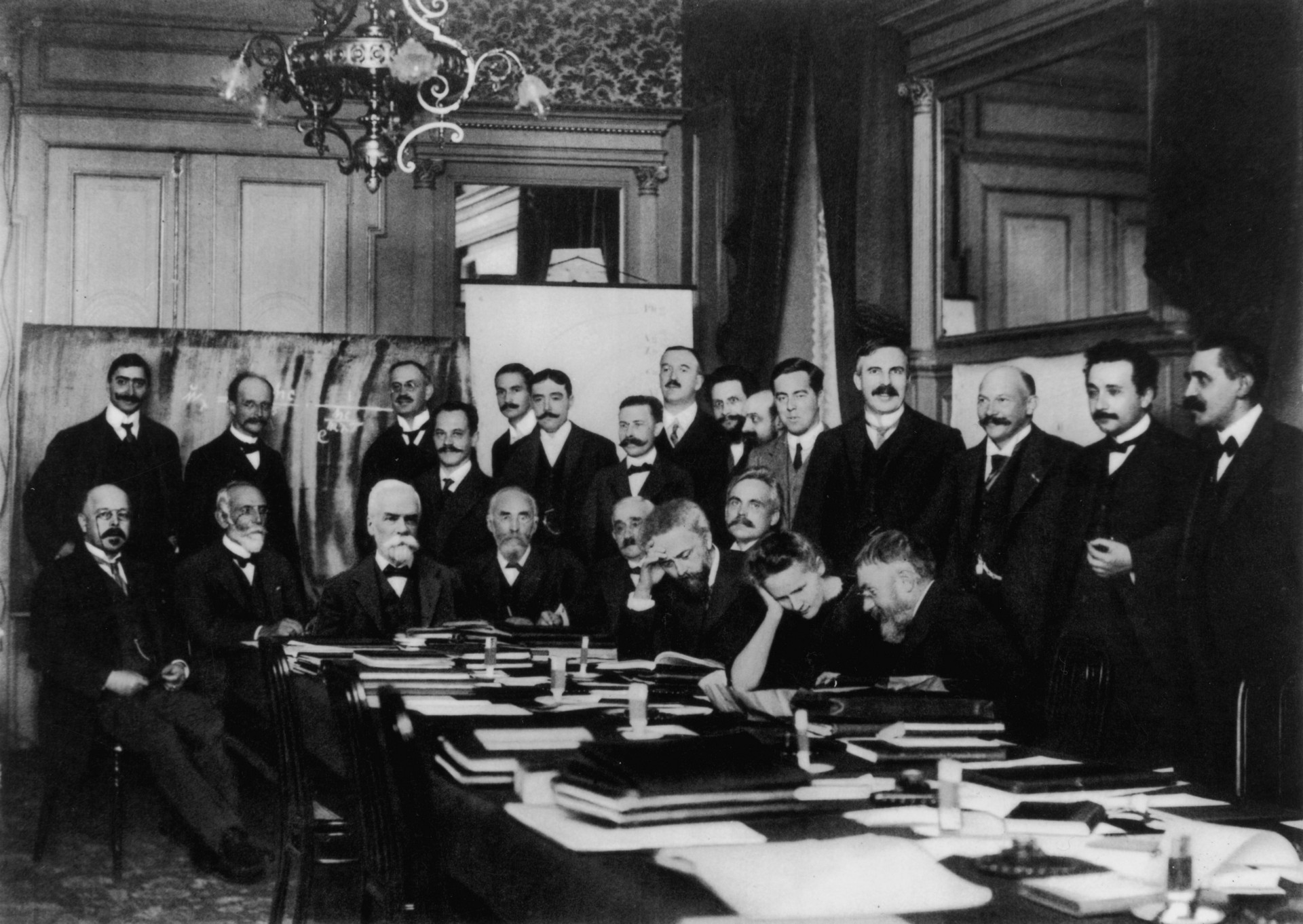
Участники первого Сольвеевского конгресса (1911). Морис де Бройль стоит шестой слева

В 1912 году, после открытия дифракции рентгеновских лучей, де Бройль занялся рентгеновской спектроскопией, которая стала основным направлением его деятельности. Независимо от Уильяма Генри Брэгга он предложил использовать вращающийся кристалл для изучения рентгеновских спектров, обнаружил «эффект фокусировки» и получил с помощью этого метода качественные спектры нескольких металлов, однако не заметил закономерность, обнаруженную примерно в то же время Генри Мозли. Успех метода вращающегося кристалла оказался во многом неожиданным, поскольку многим учёным представлялось, что поворот лишь смажет картину отражения лучей от поверхности. Оказалось, однако, что медленное вращение кристалла (со скоростью несколько градусов в час) позволяет устранить случайности в спектрах, возникающие из-за шероховатости поверхности, за счёт наложения большого числа изображений, немного повёрнутых друг относительно друга. Кроме того, де Бройль обнаружил ионизацию частиц рентгеновским излучением и сконструировал рентгеновский спектрограф путём замены ионизационной камеры спектрометра фотопластинкой.
После начала Первой мировой войны Морис де Бройль был мобилизован как морской лейтенант, занимался проблемами обнаружения и установления радиосвязи с подводными лодками. Работая сначала в Камарге, а затем на международной станции беспроволочной связи в Бордо, он сумел существенно продвинуться, одним из первых успешно использовав триод для генерации и детектирования радиосигналов. В дальнейшем он занимался артиллерийской звукометрией, а также служил французским военно-морским атташе при Британском Адмиралтействе.
После войны вместе с Александром Довийе (фр. Alexandre Dauvillier) и другими сотрудниками Морис де Бройль изучал спектры поглощения рентгеновских лучей в свете квантовых представлений о структуре материи. В частности, он ещё в 1913 году впервые наблюдал края полос поглощения рентгеновского излучения, которые лишь позже получили правильную интерпретацию, позже открыл третий край L-полосы поглощения, детально изучил тонкую структуру многих линий и так называемые «корпускулярные спектры», то есть спектры испускаемых при рентгеновском облучении фотоэлектронов, однако был разочарован недостаточной чувствительностью имевшейся аппаратуры. Тем не менее, к 1921 году ему удалось установить, что все особенности спектра фотоэлектронов в точности повторяют особенности спектра порождающего их рентгеновского излучения, причём полная энергия кванта излучения должна целиком передаваться индивидуальному электрону. Другими словами, энергия вторичных электронов, порождаемых рентгеновскими лучами, была не меньше энергии первичных электронов, породивших эти лучи, что представляло существенную проблему: если электромагнитное излучение — это волна, то она должна затухать при распространении в окружающем пространстве. Анализируя полученные результаты, де Бройль пришёл к выводу, что рентгеновское излучение должно иметь корпускулярную природу или, по крайней мере, его энергия должна каким-то образом концентрироваться на поверхности волны. Всё это значительно повлияло на развитие взглядов Луи де Бройля, который увлёкся физикой во многом благодаря старшему брату: Морис ещё в 1911 году работал секретарем первого Сольвеевского конгресса и смог заинтересовать Луи нерешёнными проблемами квантовой физики, обсуждавшимися там. В начале 1920-х годов младший де Бройль подключился к проводившимся в лаборатории исследованиям и стал соавтором нескольких работ, касавшихся природы излучения и строения атома. За свои достижения в физике рентгеновских лучей Морис де Бройль (один и вместе с братом) несколько раз номинировался на Нобелевскую премию по физике.

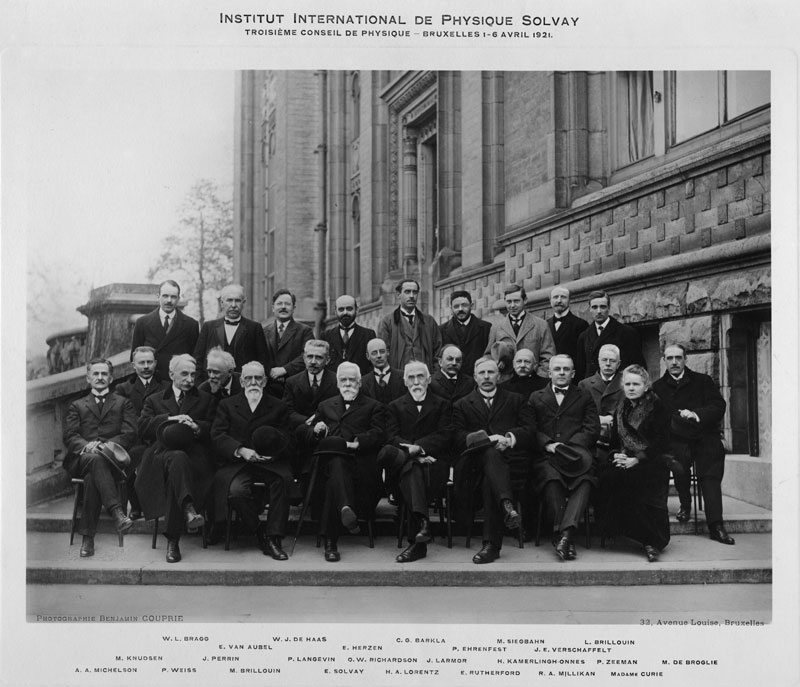
Участники третьего Сольвеевского конгресса (1921). Морис де Бройль — крайний справа во втором ряду

Постепенно круг работ, выполнявшихся в его частной лаборатории, расширялся и включал в себя новые направления — ядерную физику и физику космических лучей. Морис де Бройль первым во Франции использовал камеру Вильсона, установил в лаборатории большой генератор Кокрофта — Уолтона на 300 кВ. При помощи камеры Вильсона и большого электромагнита Академии наук он исследовал космические лучи и установил, что они в основном состоят из положительно заряженных частиц. В 1932 году, вскоре после открытия нейтрона, де Бройль совместно со своим сотрудником Луи Лепренсом-Ренге провёл пионерские опыты по рассеянию и поглощению этих частиц и установил, что нейтроны, испускаемые новым радон-бериллиевым источником, эффективно поглощаются и рассеиваются парафином, тогда как свинец практически прозрачен для них. В 1942 году по просьбе Фредерика Жолио-Кюри де Бройль сменил Поля Ланжевена, арестованного оккупационными властями, на посту заведующего кафедрой общей физики Коллеж де Франс и занимал эту должность на протяжении двух лет. Он оставил активную научную деятельность в 1946 году.
Морис де Бройль активно участвовал в организационной и административной работе, в работе Комиссии по атомной энергии, был членом Морской академии и Океанографического института. Пользуясь широтой своих связей, учёный всячески способствовал использованию получаемых в его лаборатории результатов и разрабатываемого там оборудования в промышленности; многие его ученики консультировали крупные компании или переходили туда на работу. Столь тесная связь с промышленным производством была нехарактерна для французской академической науки того времени и позволяла, помимо прочего, не ограничиваться семейными средствами и получать дополнительное финансирование на проведение исследований. К известным ученикам и сотрудникам Мориса де Бройля относятся Александр Довийе, Луи де Бройль, Луи Лепренс-Ренге, Жан Тибо (фр. Jean Thibaud), Жан-Жак Трийя, Рене Люка, Луи Картан и другие французские физики. Согласно воспоминаниям учеников и коллег, де Бройль руководил лабораторией неавторитарно, с уважением и вниманием относился к сотрудникам. Как писал Лепренс-Ренге, де Бройль был «чрезвычайно любезен, в нём не было какого-либо высокомерия; он непринуждённо обращался к человеку, с которым разговаривал, так что вы чувствовали в нём проницательность, принципиальную скромность настоящего учёного, сбалансированное суждение о событиях или людях, которых он описывал… с энергичным, даже язвительным юмором».
Морис де Бройль с 1904 года был женат на Камилле Берну де Рошетайе (фр. Camille Bernou de Rochetaillée, 1883—1966), их единственная дочь умерла в 1911 году в шестилетнем возрасте. После смерти Мориса герцогский титул, который перешёл к нему в 1906 году от отца, унаследовал Луи де Бройль.

## Награды и членства
- Prix Pierson-Perrin (1915)[26]
- Prix Plumey (1918)[26]
- Почётный доктор Оксфордского университета (1921)[27]
- Prix Félix Robin Французского физического общества (1922)
- Медаль и премия Гутри (1924)
- Иностранный член-корреспондент Академии наук СССР (1927)[28]
- Медаль Хьюза (1928)
- Великий офицер Ордена Почётного легиона (1954)[29]
- Иностранный член Лондонского королевского общества (1940)[8]

## Публикации

### Книги
- La théorie du rayonnement et les quanta: Rapports et discussions de la Reunion tenue à Bruxelles du 30 octobre au 3 novembre 1911, sous les auspices de M. E. Solvay / M. de Broglie, P. Langevin (eds.). — Paris: Gauthier-Villars, 1912.
- De Broglie M. Les rayons X. — Paris: Gauthier-Villars, 1922.
- De Broglie L., De Broglie M. Introduction à la physique des rayons X et {\displaystyle \gamma }. — Paris: Gauthier-Villars, 1928.
- De Broglie M. Atomes, radioactivité, transmutations. — Paris: Flammarion, 1939.
- De Broglie M. Les premieres congrès de physique Solvay et l'orientation de la physique depuis 1911. — Paris: Albin Michel, 1951.

### Основные научные статьи
- De Broglie M. Sur un nouveau procédé permettant d’obtenir la photographie des spectres de raies des rayons de Röntgen // Comptes rendus de l'Académie des sciences. — 1913. — Vol. 157. — P. 924—926.
- De Broglie M. Sur un système de bandes d’absorption correspondant aux rayons L des spectres de rayons X des éléments, et sur l'importance des phénomenes d'absorption sélective en radiographie // Comptes rendus de l'Académie des sciences. — 1916. — Vol. 162. — P. 352—354.
- De Broglie M. Sur les spectres corpusculaires des éléments // Comptes rendus de l'Académie des sciences. — 1921. — Vol. 172. — P. 274—275, 527—529.
- De Broglie M., De Broglie L. Sur le mode d'atome de Bohr et les spectres corpusculaires // Comptes rendus de l'Académie des sciences. — 1921. — Vol. 172. — P. 746—748.
- De Broglie M. Sur les spectres corpusculaires. Lois de l'émission photo-électrique pour les hautes fréquences // Comptes rendus de l'Académie des sciences. — 1921. — Vol. 172. — P. 806—808.
- De Broglie M., De Broglie L. Sur les spectres corpusculaires des éléments // Comptes rendus de l'Académie des sciences. — 1921. — Vol. 173. — P. 939—941.
- De Broglie M. Les phénoménes photo-électriques pour les rayons X et les spectres corpusculaires des éléments // Le Journal de Physique et Le Radium. — 1921. — Vol. 2. — P. 265—287. — doi:10.1051/jphysrad:0192100209026500.
- De Broglie M., De Broglie L. Remarques sur les spectres corpusculaires et l'effet photo-électrique // Comptes rendus de l'Académie des sciences. — 1922. — Vol. 175. — P. 1139—1141.
- De Broglie M. La relation {\displaystyle h\nu =E} dans les phénomènes photo-électriques // Atomes et électrons: Rapports et décisions du Conseil de physique tenue à Bruxelles du ler au 6 avril 1921. — Paris: Gauthier-Villars, 1923. — P. 80—130.
- De Broglie M., Leprince-Ringuet L. Sur les neutrons du bore excité par l'émanation du radium // Comptes rendus de l'Académie des sciences. — 1932. — Vol. 195. — P. 88—89.

## Комментарии
1. ↑  «...extremely affable, with nothing of the haughty about him, he put the person with whom he was speaking at ease: you sensed in him the discretion, the fundamental modesty of the true scientist, a balanced judgment on events and on men that he described... with a cheerful, even caustic, humor.»